# Fairchild PT-19
Le Fairchild PT-19 (désignation interne de la compagnie : « Fairchild M-62 ») était un avion d'entraînement principal monoplan américain, qui servit au sein des United States Army Air Forces (USAAF), de la Royal Air Force (RAF) et de la Royal Canadian Air Force (RCAF) pendant la Seconde Guerre mondiale. Conçu et produit par Fairchild Aircraft, il était un contemporain de l'avion d'entraînement biplan Kaydet et était utilisé par l'USAAF pendant la deuxième étape de la formation des pilotes aux techniques de maniement d'un avion de combat.
Comme de nombreux autres appareils d'entraînement de son époque, le PT-19 possédait de multiples désignations, en général basées sur le moteur installé à bord.

## Conception et développement

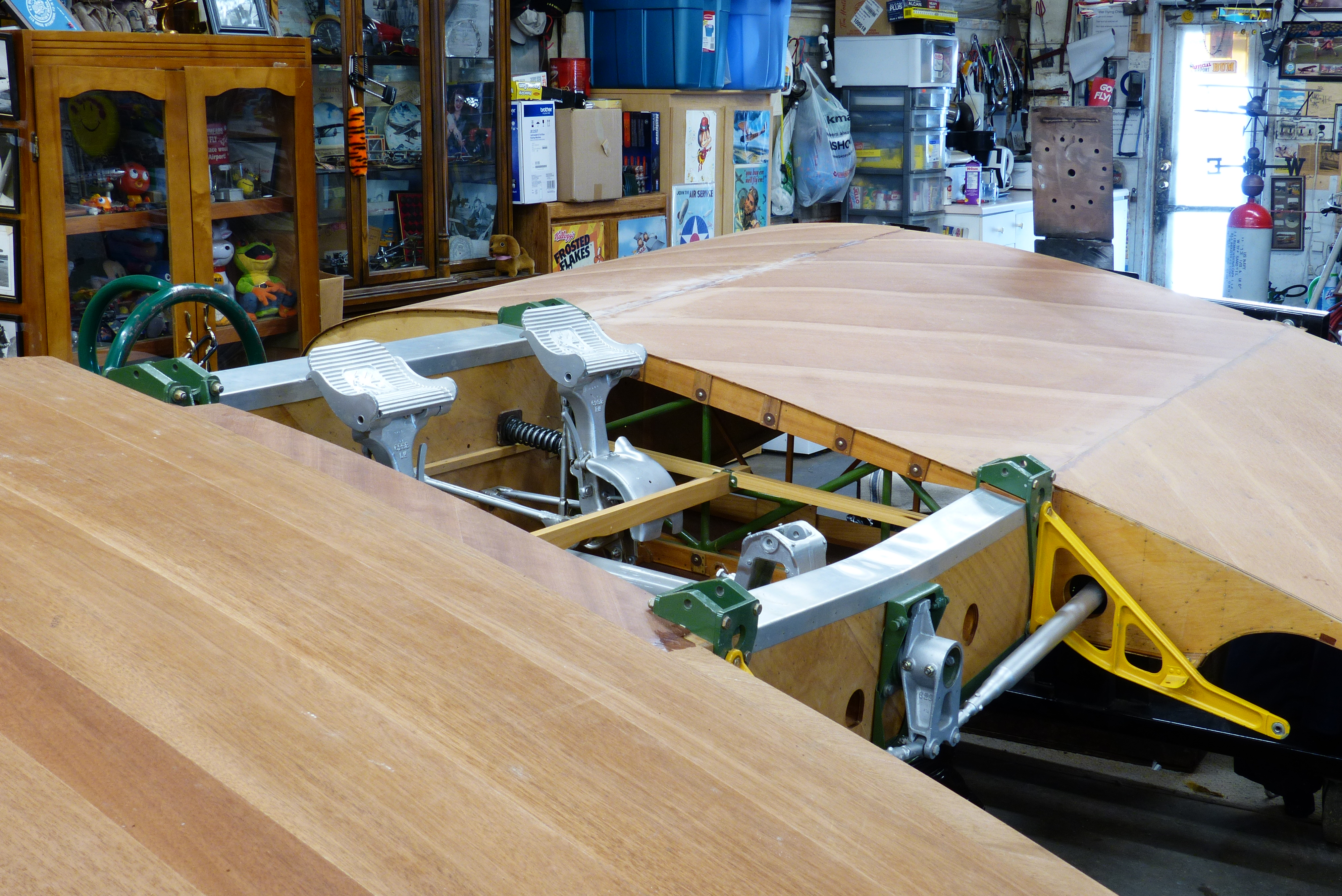
La section centrale d'aile en contreplaqué d'un PT-19 en cours de restauration.

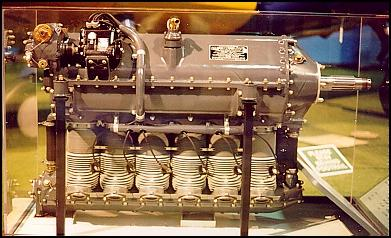
Le moteur Ranger L-440, à six cylindres en ligne.

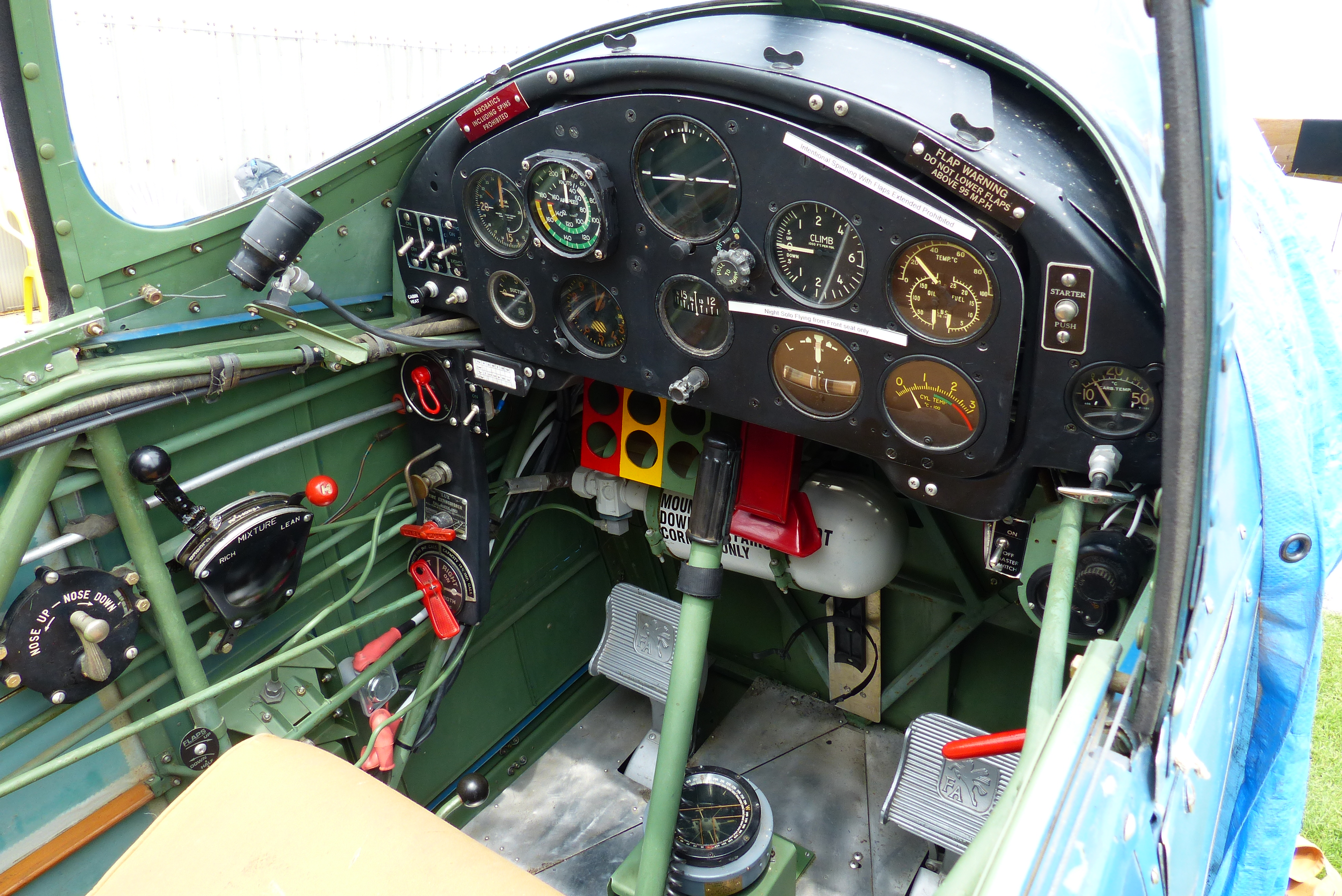
Vue de l'intérieur du cockpit d'un exemplaire utilisé par les forces du Commonwealth.

La série d'avions PT-19 fut développée à partir de l'année 1938, afin de répondre à un besoin d'avion d'entraînement robuste de la part de l'US Army. Développé à partir du M-62, il entra en production lorsque le United States Army Air Corps (USAAC) commanda en premier l'avion, en 1940, dans le cadre de son programme d'expansion de ses forces. L'avion proposé était alors un monoplan à aile basse cantilever, doté d'un train d'atterrissage classique (à roulette de queue) fixe, basé sur une disposition de cockpit ouvert biplace en tandem. La construction, simple mais robuste, incluait un fuselage en tubes d'acier soudés, recouverts de tissu. Le reste de l'avion faisait appel à du bois pour sa construction, avec des ailes, une section centrale et un empennage recouverts de contreplaqué. L'emploi d'un moteur à cylindres en ligne autorisait une surface frontale étroite, qui était idéale pour la visibilité des pilotes, tandis que les jambes assez espacées du train d'atterrissage fixe permettaient un maniement solide et stable de l'appareil au sol.
Le M-62 effectua son premier vol le 15 mai 1939, puis remporta une compétition plus tard dans l'année face à dix-sept concepts concurrents, tous proposés pour devenir le nouvel avion d'entraînement de l'US Army. Le constructeur Fairchild reçut son premier contrat pour une commande initiale de PT le 22 septembre 1939.
Le premier lot de production de 275 appareils était équipé d'un moteur en ligne Ranger L-440-1 de 175 ch (128,7 kW) et désigné « PT-19 ». En 1941, la production en grande série débuta, et 3 181 exemplaires de la version PT-19A, propulsée par un L-440-3 de 200 ch (147,1 kW), furent produits par Fairchild. 477 exemplaires supplémentaires furent produits par Aeronca et 44 autres par la St. Louis Aircraft Corporation. La version PT-19B, dont 917 exemplaires furent produits, était équipée pour l'entraînement au vol aux instruments et possédait une capote rétractable attachée au cockpit avant.
Lorsqu'une pénurie de moteurs menaça la production, le modèle PT-23 fut présenté, identique au précédent à l'exception de sa propulsion, assurée par un moteur en étoile Continental R-670. Un total de 869 exemplaires du PT-23 furent produits, ainsi que 256 exemplaires du PT-23A, qui était la version équipée pour le vol aux instruments. Le PT-23 fut produit aux États-Unis par Fairchild, Aeronca, St. Louis Aircraft Corporation (en) et Howard Aircraft Corporation (en). Il fut également produit au Canada par Fleet Aircraft (en) et au Brésil par Fabrica do Galeao (220 ou 232 exemplaires entre 1944 et 1948).
Au cours de l'année 1943, le commandement des unités d'entraînement de l'USAAF reçut de nombreuses plaintes à propos de problèmes de durabilité des ailes en contreplaqué des PT-19 et PT-23, lorsqu'elles étaient exposées aux fortes chaleurs ou à l'humidité des bases situées au Texas et en Floride. Les officiers chargés de la maintenance des appareils dans les ateliers de révision avaient été obligés de demander le remplacement des sections d'ailes en bois après seulement deux ou trois mois de service actif, en raison de problèmes de pourriture du bois et de séparation des plis des éléments en contreplaqué. À la suite de cet incident préoccupant, l'USAAF demanda la conception d'ailes à sections entièrement métalliques sur tous les appareils d'entraînement futurs.
La version finale fut le PT-26, qui était propulsé par un moteur L-440-7 et disposait d'un cockpit fermé, afin de protéger un minimum les pilotes de la rigueur du climat canadien. Les versions produites au Canada de cet avion furent désignées « Cornell » et furent utilisées par le Plan d'entraînement aérien du Commonwealth britannique, qui était centralisé au Canada.

## Carrière opérationnelle

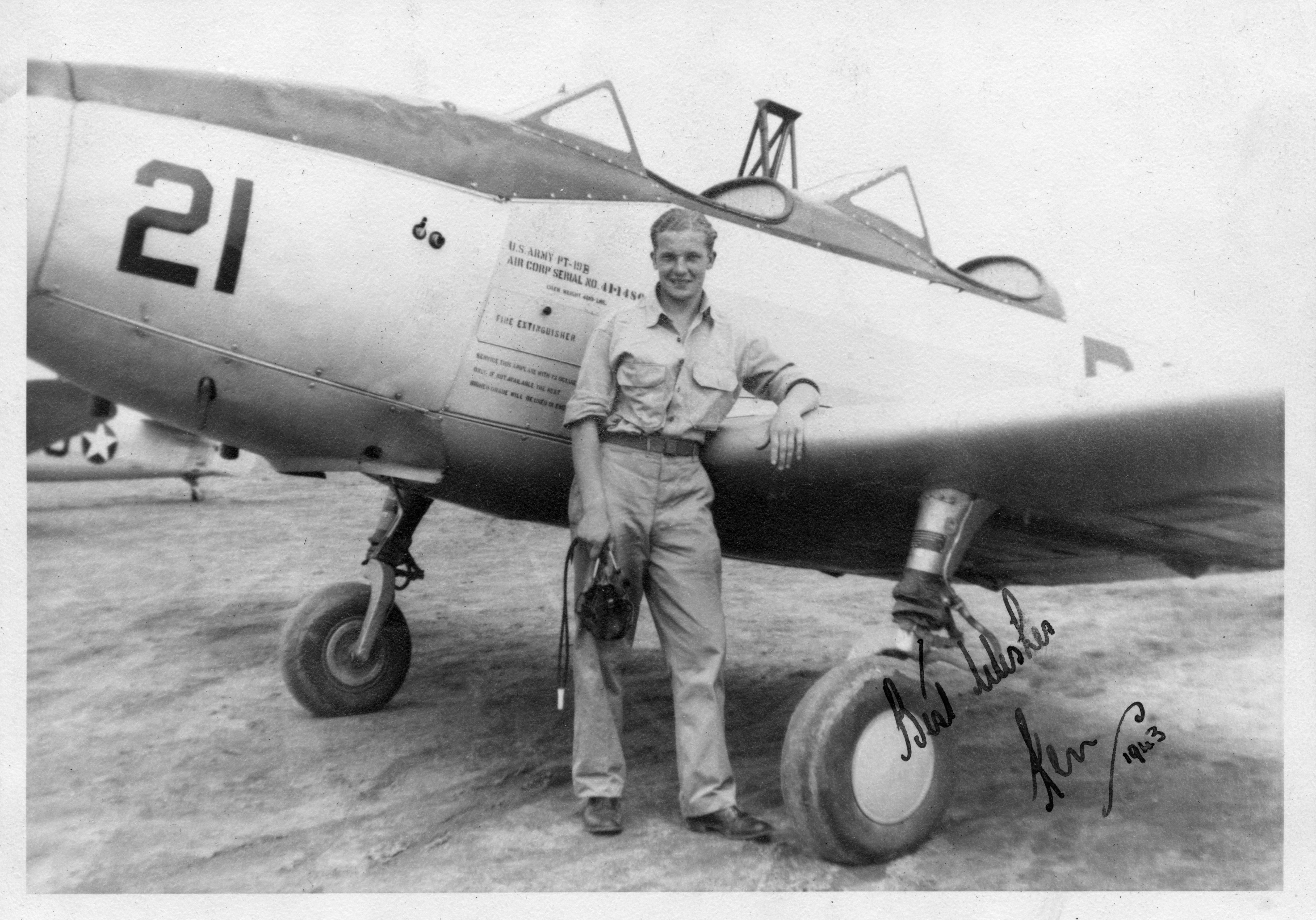
Un pilote prenant la pose devant un PT-19B, en 1943.

Comparé aux anciens avions d'entraînement biplans, le PT-19 était un appareil plus avancé. Les vitesses atteintes étaient plus élevées et la charge alaire était plus proche de celle des avions de combat, avec des caractéristiques de vol demandant plus de précision et d'attention, en faisant globalement un appareil au pilotage plus exigeant. Ses qualités étaient un coût faible, une maintenance facile à effectuer et surtout l'absence de vice de conception. Il fut vraiment à la hauteur de son surnom, le « berceau des héros » (en anglais : « Cradle of Heroes »), et fut l'un des quelques précieux avions d'entraînement qui furent la première étape du chemin d'un cadet voulant devenir pilote de combat. À la fin de la guerre, en 1945, plus de 8 130 exemplaires de l'avion, toutes versions confondues avaient été produits.
Ces avions furent livrés vers différentes bases d'entraînement par les femmes-pilotes du Women Airforce Service Pilots (WASP), entre 1942 et 1944. Des milliers de PT-19 furent rapidement incorporés aux programmes d'entraînement des États-Unis et du Commonwealth, servant tout-au-long de la Seconde Guerre mondiale et même après. Même après leur retrait du service, à la fin des années 1940, un nombre substantiel de ces avions parvint à continuer à voler aux États-Unis et furent inscrits dans d'autres registres civils, étant utilisés par des propriétaires privés.

## Versions

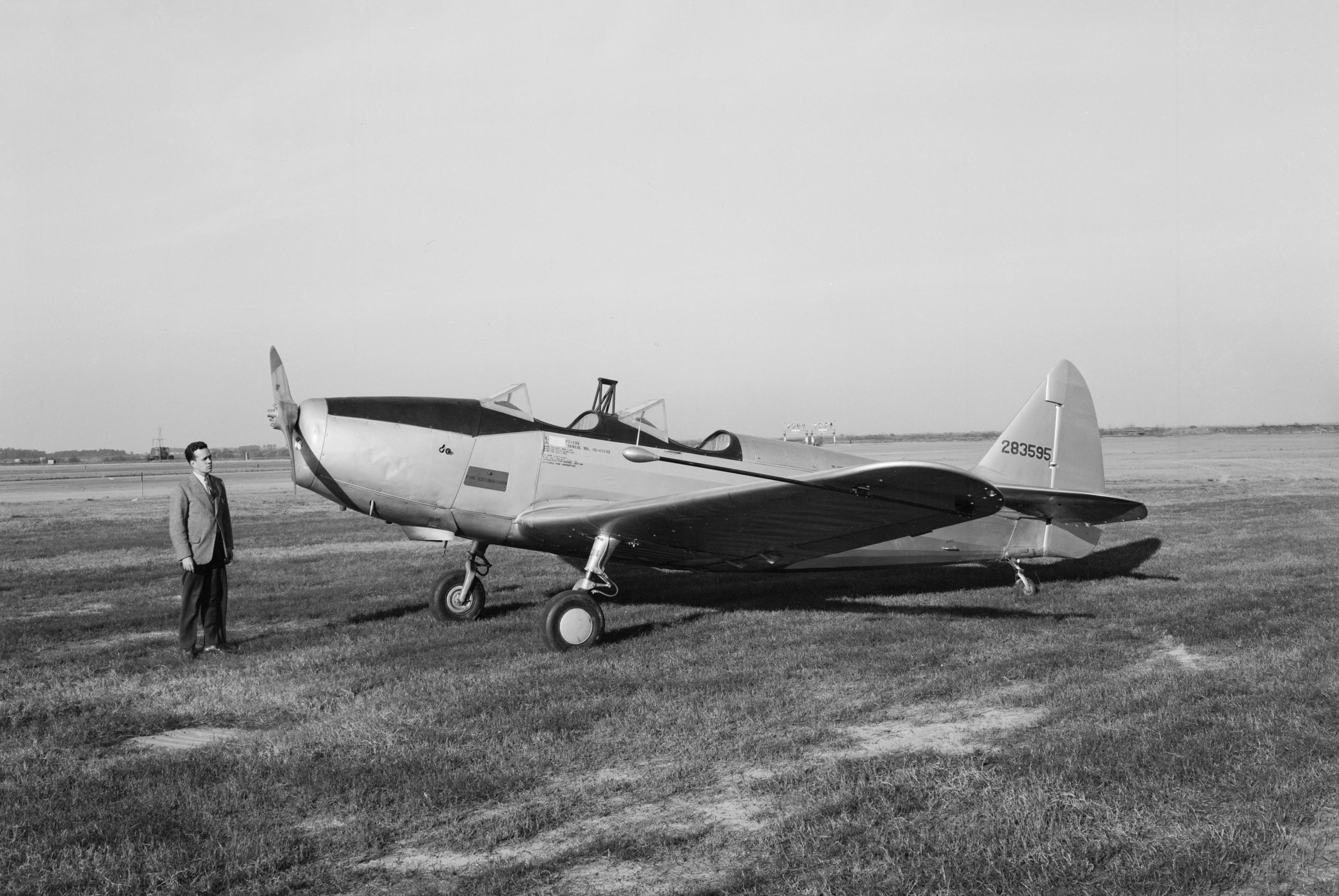
Un PT-19A, photographié en 1947.

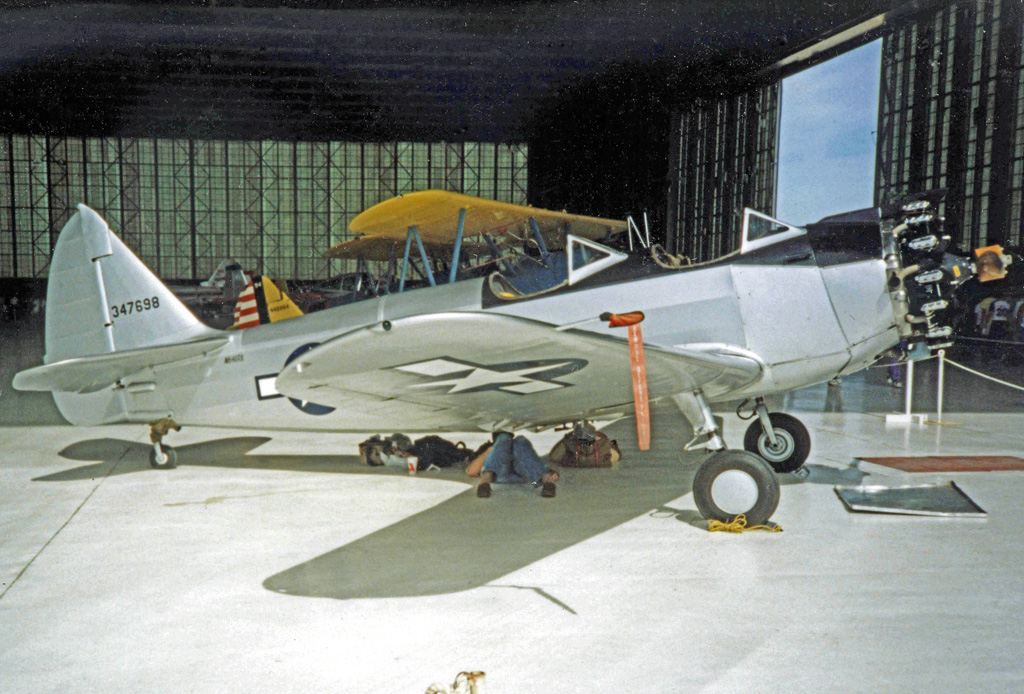
Un PT-23 Cornell à moteur en étoile produit par Aeronca, piloté par un privé en 1990.

- PT-19 : Version de production initiale du Model 62, propulsé par un moteur à six cylindres en ligne L-440-1 de 175 ch (128,7 kW) et produite à 270 exemplaires ;
- PT-19A : Version identique au PT-19, mais propulsée par un L-440-3 de 200 ch (147,1 kW) et recevant des modifications mineures. Elle fut redésignée T-19A en 1948. 3 226 exemplaires furent produits ;
- PT-19B : Version pour l'entraînement au vol aux instruments du PT-19A. 143 exemplaires furent produits et six autres obtenus par conversion de PT-19 existants ;
- XPT-23A : Un exemplaire du PT-19 rééquipé avec un moteur en étoile Continental R-670-5 de 220 ch (161,8 kW) ;
- PT-23 : Version de production du XPT-23A, fabriquée à 774 exemplaires ;
- PT-23A : Version pour l'entraînement au vol aux instruments du PT-23. 256 exemplaires furent produits ;
- PT-26 : PT-19A doté d'un cockpit fermé pour le programme d'entraînement aérien du Commonwealth, propulsé par un L-440-3 de 200 ch (147,1 kW). 670 exemplaires furent produits pour la Royal Canadian Air Force (RCAF), sous le nom de « Cornell I » ;
- PT-26A : Version identique au PT-26, mais propulsée par un L-440-7 de 200 ch. 807 exemplaires furent produits au Canada par Fleet Aircraft, sous le nom de « Cornell II » ;
- PT-26B : Version identique au PT-26A mais avec des changements mineurs. 250 exemplaires furent produits, sous le nom de « Cornell III » ;
- Cornell I : Désignation de la RCAF pour le PT-26 ;
- Cornell II : Désignation de la RCAF pour le PT-26A ;
- Cornell III : Désignation de la RCAF pour le PT-26B.

## Utilisateurs
- Argentine
- Brésil :
  - Armée de l'air brésilienne[4].
- Canada :
  - Royal Canadian Air Force[5].
- Chili
- République de Chine
- Colombie
- Équateur
- Haïti :
  - Forces armées d'Haïti[6].
- Inde :
  - Force aérienne indienne[5].
- Mexique :
  - Force aérienne mexicaine[7].
- Nicaragua :
  - Force aérienne de l'armée du Nicaragua[8].
- Norvège :

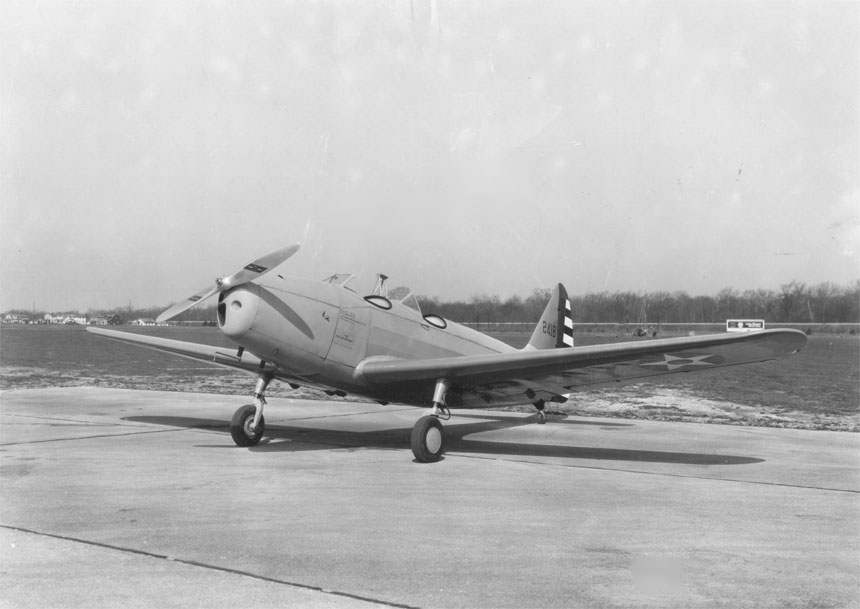
Un Fairchild PT-19 - Moteur Ranger L-440-1 (exemplaire 40-2418).

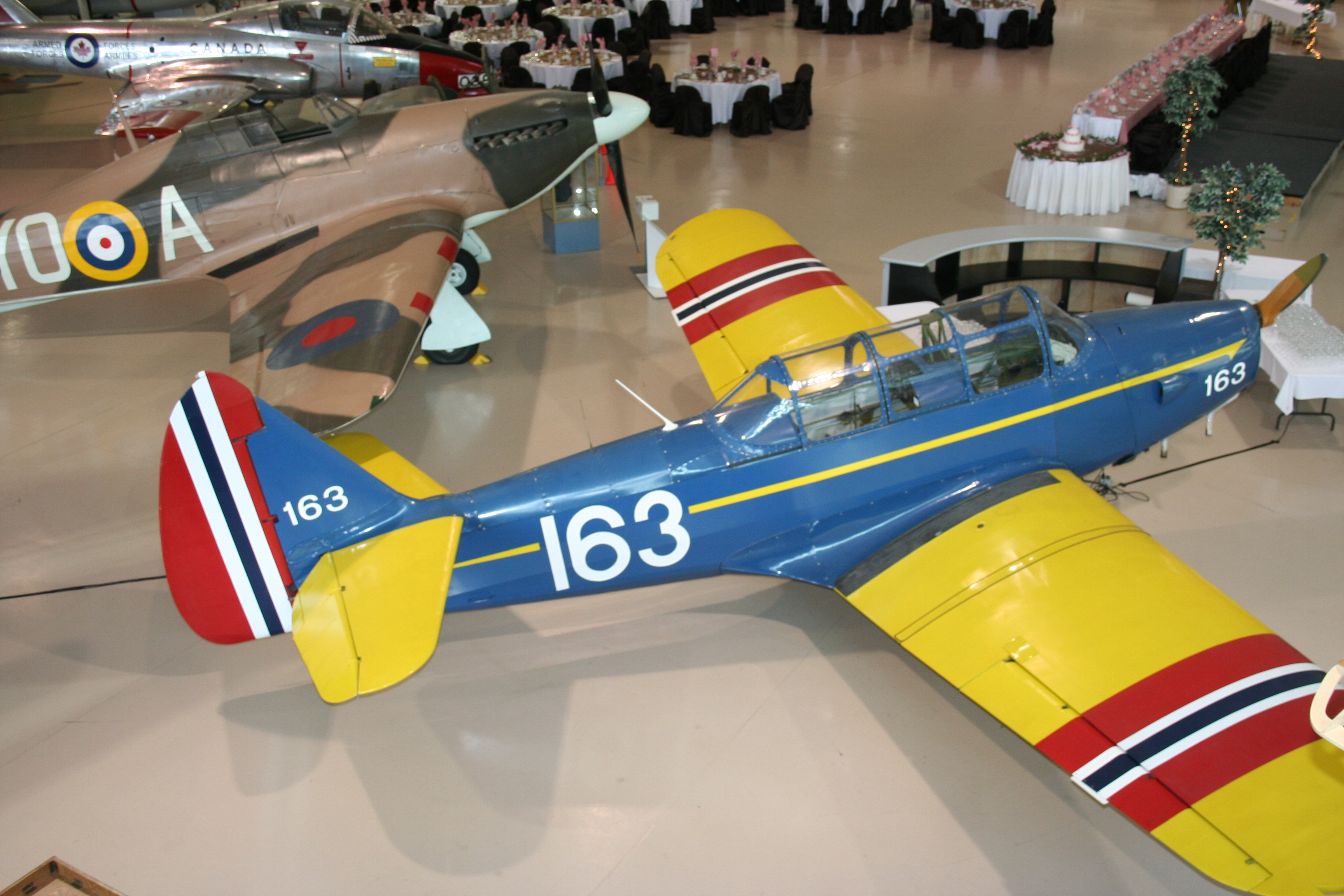
Un PT-19 utilisé au camp d'entraînement de la « Petite Norvège ». Il est actuellement exposé au Canadian Warplane Heritage Museum.

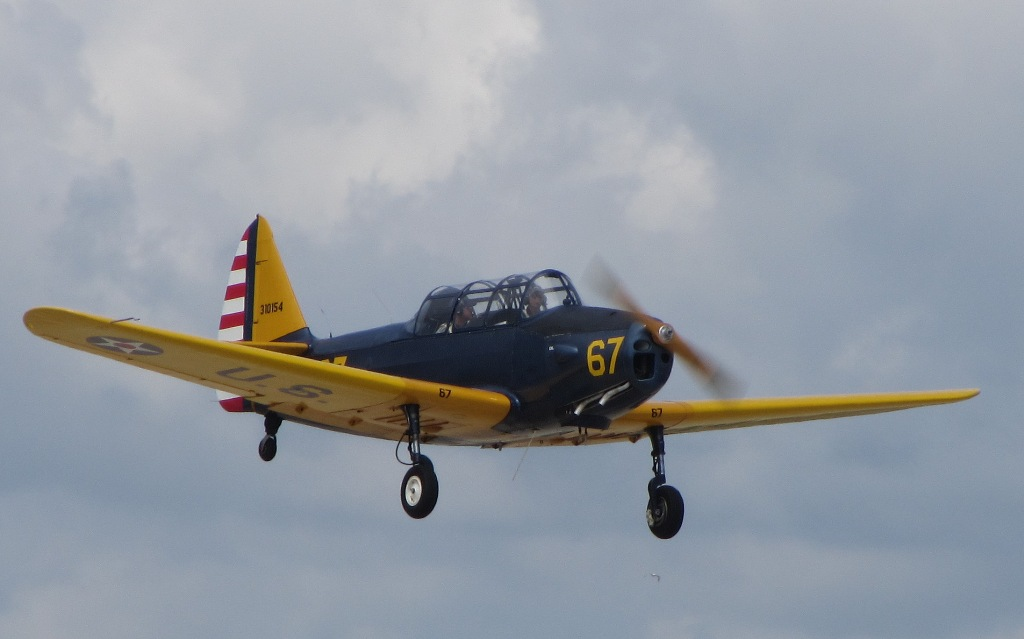
Un PT-26 à l'atterrissage à l'aéroport Wittman, à Oshkosh, dans le Wisconsin.

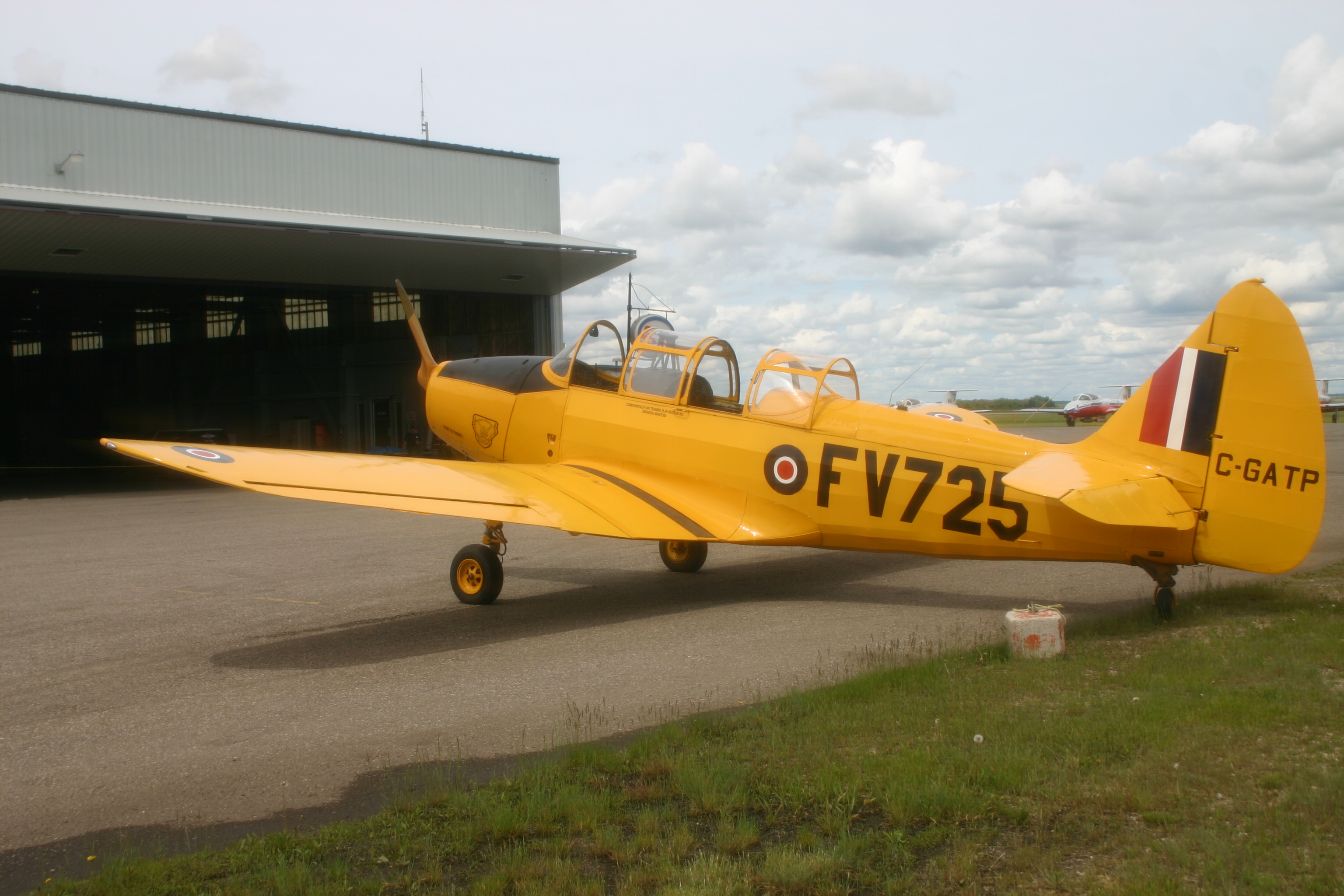
Fairchild PT-26B Cornell en condition de vol au Commonwealth Air Training Plan Museum, à Brandon, dans le Manitoba, en 2005.

  - Force aérienne royale norvégienne[8].
- Paraguay :
  - La force aérienne paraguayenne reçut quelques M-62 en 1940, suivis par quinze PT-19A en 1942 et 1943, dans le cadre d'un programme de prêt-bail[9]. Au cours des années 1950, quatorze PT-19 appartenant anciennement à la force aérienne brésilienne — PT-3FG construits sous licence au Brésil — furent reçus. Le dernier PT-19 fut retiré du service en 1972.
- Pérou :
  - Force aérienne du Pérou[10].
- Philippines
- Afrique du Sud :
  - South African Air Force[5].
- Rhodésie du Sud :
  - Rhodesian Air Force[5].
- Royaume-Uni :
  - Royal Air Force.
- États-Unis :
  - United States Army Air Corps[4] ;
  - United States Army Air Forces[4].
- Uruguay :
  - La Force aérienne uruguayenne reçut dix-sept PT-19A et PT-19B dans le cadre du Programme de prêt-bail, en 1942, cinquante PT-26 furent également reçus en 1946 et 1947[11] ;
  - Marine nationale d'Uruguay[12].
- Venezuela :
  - L'Aviation nationale du Venezuela reçut vingt PT-19A dans le cadre du programme de prêt-bail[13].

## Exemplaires préservés
En 2011, il restait 98 exemplaires du PT-19 en condition de vol dans le monde.
Un exemplaire se trouvait au Jimmy Doolittle Air & Space Museum, sur la base aérienne Travis à Fairfield, en Californie, tandis qu'un autre était exposé au Commonwealth Air Training Plan Museum à Brandon, dans le Manitoba, au Canada.
Un exemplaire restauré est visible de nos jours au National Museum of the United States Air Force, à Dayton, dans l'Ohio.
Un exemplaire restauré se trouve au Hangar-7 à Salzbourg, en Autriche. Il a été acquis en 2007 par les Flying Bulls, puis restauré. Lors de la restauration le PT-19 a été modernisé en prenant soin de ne pas détériorer l'aspect historique (freins, éclairage et électronique moderne). La peinture est la même que celle utilisée à l'origine.
À Doncourt-lès-Conflans en Moselle, les Ailes anciennes de Lorraine ont acquis et restauré un Fairchild PT-26, le « Spirit of Little Norway ». Exemplaire unique en Europe en état de vol, il arbore les marquages de la Royal Norwegian Air Force[réf. souhaitée].

## Spécifications techniques

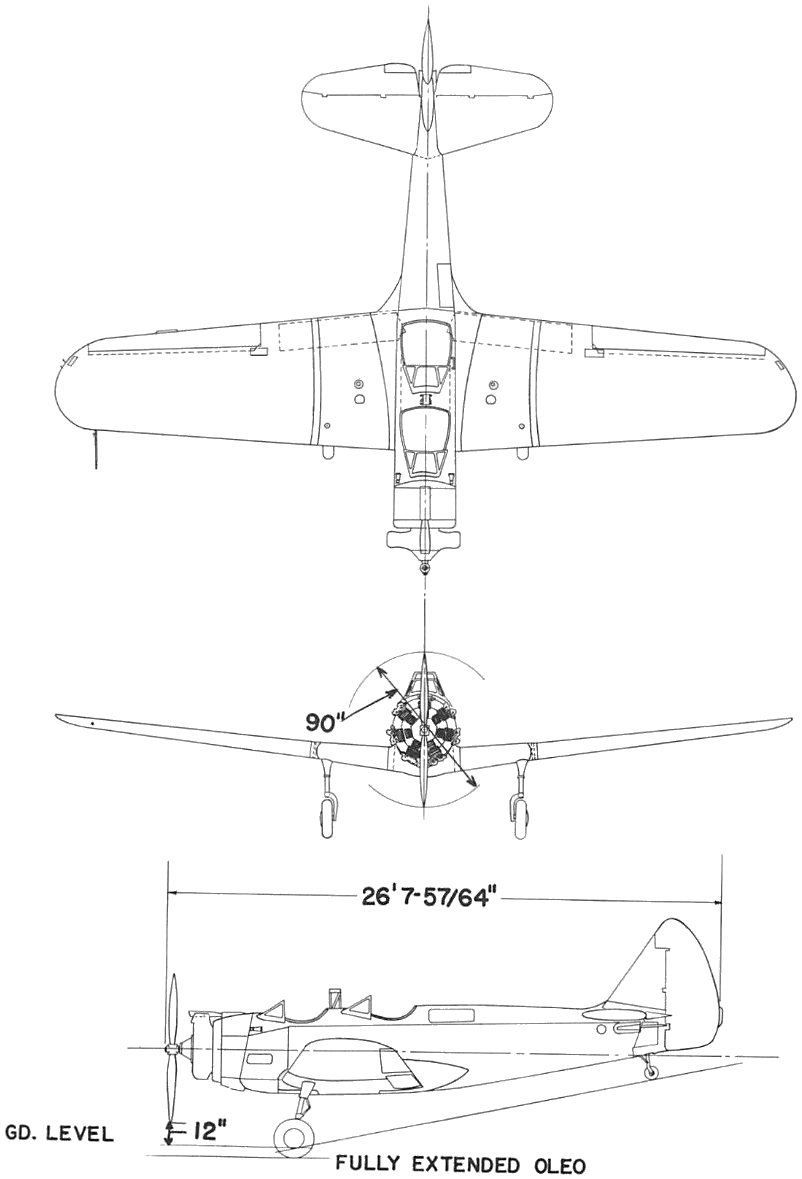
Fairchild PT-23 Cornell

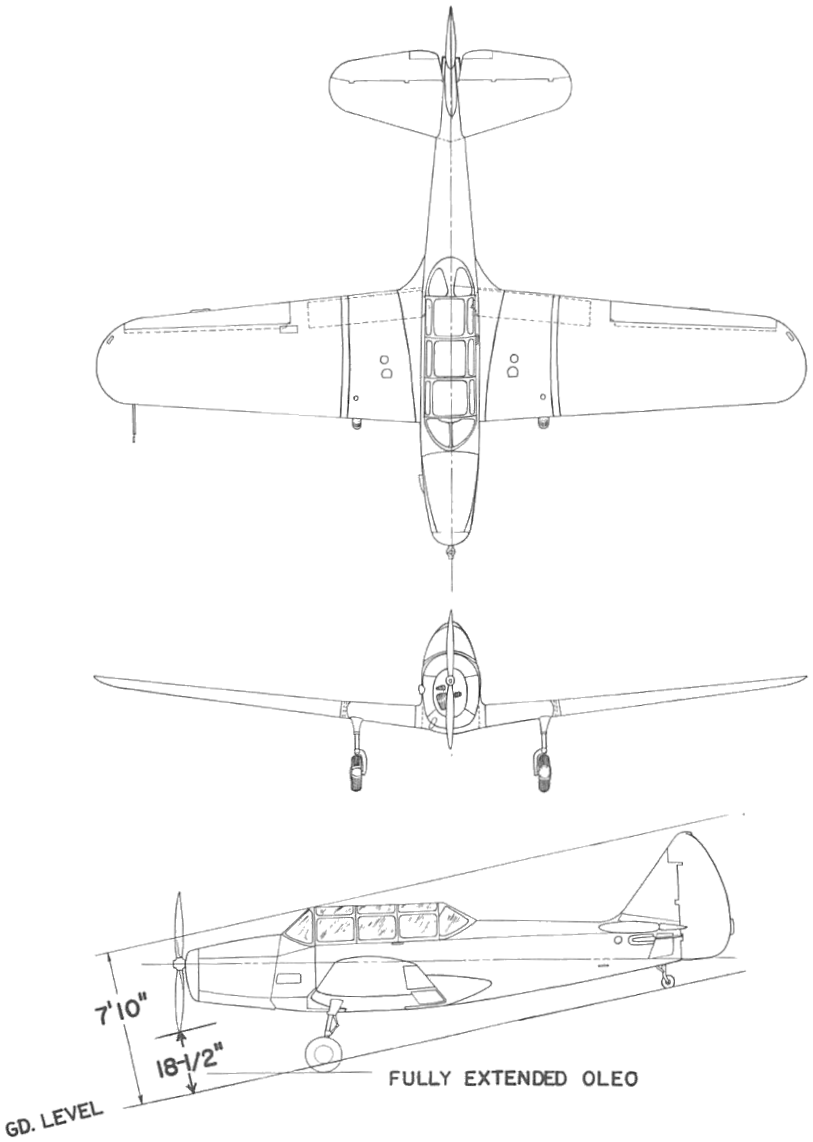
Fairchild PT-26 Cornell

Données de United States Military Aircraft since 1909
Caractéristiques générales
- Équipage : 1 pilote + 1 élève-pilote
- Longueur : 8,53 m
- Envergure : 10,97 m
- Hauteur : 3,20 m
- Surface alaire : 19 m2
- Masse à vide : 837 kg
- Masse typique : 1 154 kg
- Moteur : 1   moteur à 6 cylindres en ligne inversés refroidis par air Ranger L-440-3 de 200 ch (147,1 kW)

 Performances 
- Vitesse maximale : 212 km/h
- Distance franchissable : 644 km (348 NM)
- Vitesse ascensionnelle : Montée à 3 000 m en 17 min 30 s
- Charge alaire : 44,05 kg/m2
- Rapport poids-puissance : 4,185 kg/ch

Armement

- Aucun